# Lagrand
Lagrand è un comune francese soppresso e frazione del dipartimento delle Alte Alpi della regione della Provenza-Alpi-Costa Azzurra. Dal 1º gennaio 2016 si è fuso con i comuni di Eyguians e Saint-Genis per formare il nuovo comune di Garde-Colombe.

## Società

### Evoluzione demografica
Abitanti censiti